# Maksim Gorin
Maksim Olegovich Gorin (tiếng Nga: Максим Олегович Горин; sinh ngày 16 tháng 7 năm 1998) là một cầu thủ bóng đá người Nga thi đấu cho FC Ural-2 Yekaterinburg.

## Sự nghiệp câu lạc bộ
Anh có màn ra mắt tại Giải bóng đá chuyên nghiệp quốc gia Nga cho FC Ural-2 Yekaterinburg vào ngày 28 tháng 10 năm 2017 trong trận đấu với F.K. Lada Togliatti.
Anh thi đấu cho đội một củaFC Ural Yekaterinburg tại FNL Cup 2017.